# 多治見空襲
多治見空襲（たじみくうしゅう）は、第二次世界大戦（大東亜戦争）中の1945年（昭和20年）にアメリカ軍により行われた岐阜県多治見市に対する空襲である。同年3月から8月にかけて数度の機銃掃射や焼夷弾攻撃を受け、7月15日に国鉄（現在のJR東海）太多線多治見駅などで行われたP-51による機銃掃射では死傷者を出した。

## 経緯

### 5月14日の空襲
5月11日、アメリカ陸軍第21爆撃団は愛知県名古屋市に対する昼間の焼夷弾爆撃を決定した。この攻撃は、名古屋市北部地域にある中小工場と市街地を対象としたもので,
B-29爆撃機524機は5月14日早朝、志摩半島方面から日本本土に侵入すると奈良県、滋賀県、岐阜県を経て、同日8時5分に先導機が名古屋上空に飛来、9時25分までの間に攻撃を敢行した。この攻撃により市街地の40パーセントが被災し、名古屋城の天守閣や元離宮、名古屋東照宮が焼失した。本空襲の余波により、市外の守山町や春日井市や瀬戸市、三重県の宇治山田市などでも空襲を受けたが、岐阜県内でも5か所で山林火災が発生し3人が死亡、4人が負傷する被害を受けており、多治見でも岐阜県立多治見病院周辺に焼夷弾が投下された。

### 7月15日の空襲
7月15日12時30分ごろ、5機のB-29爆撃機を含むP-51約100機が志摩半島、渥美半島方面から東海地方に襲来。各地の市街地、飛行場、交通機関を攻撃した後、13時40分ごろまでに岡崎、浜松方面に帰投した。岐阜県内でも同日午後より各務原をはじめ各地が攻撃を受けたが、多治見には10数機のP-51が飛来し太多線多治見駅構内に停車中だった旅客列車に対して機銃掃射が行われた。
『岐阜合同新聞』の報道によれば同駅に到着と同時に攻撃が行われたため思わぬ被害が出たといい、同時に太多線小泉駅に停車していた貨物列車、多治見駅舎、駅近隣の病院や昭和国民学校も機銃掃射を受け、多治見橋も機銃掃射を受けた。『国鉄の空襲被害記録』によれば多治見駅構内で機関車3両が小破、死者9人、重軽傷者20人、小泉駅構内で職員1人、小泉から姫駅間で職員1人が重軽傷を負ったと記されている。また、『岐阜空襲誌』によれば死者20人以上の被害を出したと記されているが、文献によって犠牲者の数にはばらつきが見られている。
豊岡療院に勤務していた医師の日誌によれば多治見駅近隣の安養寺が遺体安置所および検死場となり、空襲後に搬送された負傷者により病室は超満員を呈したと記されている。